# Тонгве
Тонгве (Sitongwe, Tongwe) составляет клад языков банту под кодом F10 в классификации Гатри. Согласно Нурс и Филиппсон (2003), они образуют правильный узел. Действительно, из-за 90 % сходства они могут быть диалектами одного языка. У тонгве существует два диалекта: тонгве и бенде.
Бенде и тонгве могут быть одним языком.

## Диалекты
- На диалекте бенде (Bonde, Kibende, Si’bende) говорят в дивизионах Кабунгу, Карема, Мвесе округа Мпанда региона Руква. Диалект бесписьменный. Сходство в лексике: 74 % с сумбва, 72 % с ньямвези, 70 % с сукума-ху, 67 % с ха, 71 % с рунди, 60 % с хангаза, 58 % с ньянкоре, 65 % с холохоло, 90 % с тонгве.
- На диалекте тонгве (Kitongwe, Sitongwe, Tongwe) говорят в деревнях Нгурука и Увинза (20 %-30 % от населения); на западном побережье озера Танганьика; на востоке регионов Кигома и Руква; в округе Кигома региона Кигома в Танзании. Диалект бесписьменный. Сходство в лексике: 83 %-91 % с бенде (с различными разновидностями).